# Pierre Castagnou
 (février 2009).
Si vous disposez d'ouvrages ou d'articles de référence ou si vous connaissez des sites web de qualité traitant du thème abordé ici, merci de compléter l'article en donnant les références utiles à sa vérifiabilité et en les liant à la section « Notes et références ».
Pierre Castagnou, né le 8 septembre 1940 à Vichy et mort le 24 février 2009 à Paris,, est un homme politique français. Membre du Parti socialiste dès 1974, délégué national à la démocratie locale du PS, il est maire du 14e arrondissement de Paris de 2001 à sa mort.

## Biographie
Pierre Castagnou est diplômé de l'Institut d'études politiques de Paris, licencié en droit, certifié d’études littéraires et d’histoire.
Après avoir été attaché de recherche à HEC Paris, il est secrétaire général du Centre des jeunes dirigeants d'entreprise jusqu'en 1975, puis directeur de la communication de Sodexo jusqu'en 1981.
De 1981 à 1986, il est conseiller technique au secrétariat général de l'Élysée, sous la présidence de François Mitterrand, chargé des PME et des relations avec le Parlement.
Il est élu au Conseil de Paris en 1983 où il est l'un des représentants socialistes du 14e arrondissement de Paris. Il est désigné comme vice-président du groupe socialiste et radical de gauche.
Nommé inspecteur général de l'industrie et du commerce en 1986, il devient chargé de mission auprès de Laurent Fabius, président de l'Assemblée nationale (dont il restera un proche) en 1988, puis 
délégué interministériel aux professions libérales de 1989 à 1993.
Il est nommé chef de l'Inspection générale de l'industrie et du commerce en 1997, préparant l'intégration de l'IGIC au futur Contrôle général économique et financier.
Il est élu maire du 14e arrondissement aux élections municipales de mars 2001[réf. nécessaire].
Président de la Régie immobilière de la ville de Paris (RIVP), société d'économie mixte spécialisée dans le logement social, depuis décembre 2006, au capital de laquelle la mairie de Paris a repris sa place prépondérante mais naturelle, il gère les conséquences de l'affaire Jean Paul Bolufer, directeur du cabinet de Christine Boutin, ce « proche » de l'Opus Dei, qui sous-louait son logement de la RIVP comme l'a révélé Le Canard enchaîné .
Il est candidat suppléant du député Vert Yves Cochet aux élections législatives des 10 et 17 juin 2007. En 2008, Pierre Castagnou brigue un nouveau mandat dans le 14e arrondissement, chef de file de la liste « un temps d'avance avec Bertrand Delanoë », il remporte une nette victoire avec 57,37 % des voix face à l'UMP Marie-Claire Carrère-Gée, ancienne collaboratrice de Jacques Chirac, qui ne remporte que 28,09 % des voix malgré les soutiens gouvernementaux, ainsi que l'eurodéputée MoDem Marielle de Sarnez qui n'offrit que 14,54 % des suffrages exprimés à la formation de François Bayrou.
Pierre Castagnou meurt le 24 février 2009 dans le 4e arrondissement de Paris, à 68 ans, des suites d'un cancer. Dans un communiqué, Bertrand Delanoë souligne alors qu'avec « lui disparaît un élu remarquable, attentif aux autres, fin connaisseur du terrain et de chaque dossier de la vie quotidienne ».
Il est enterré le 27 février 2009 à Paris, au cimetière du Montparnasse (13e division), après une cérémonie à l'église Saint-Pierre-de-Montrouge en présence de centaines de personnes et de nombreuses personnalités du Parti socialiste, comme Martine Aubry, Bertrand Delanoë, les anciens Premiers ministres Laurent Fabius et Lionel Jospin, et les maires des autres arrondissements, de gauche et de droite.
La rue Pierre-Castagnou, longeant la mairie du 14e, a été renommée en son honneur.
Pascal Cherki, conseiller du 14e arrondissement et adjoint au maire de Paris chargé de l'éducation, lui succède au poste de maire.

## Synthèse des fonctions politiques
- 1981 : conseiller technique au cabinet du président de la République François Mitterrand
- 1983 : conseiller de Paris dans le 14e arrondissement
- 1986 : inspecteur général de l'industrie et du commerce
- 1989 : délégué interministériel aux professions libérales
- 1997 : chef du corps de l'Inspection générale de l'industrie et du commerce
- 2001 : maire du 14e arrondissement de Paris
- 2006 : président de la Régie immobilière de la ville de Paris (RIVP)
- 2007 : candidat suppléant du député Vert Yves Cochet aux élections législatives.

## Distinctions
- Chevalier de la Légion d'honneur
- Officier de l'ordre national du Mérite